# Матіс Амугу
Матіс Амугу (фр. Mathis Amougou, нар. 18 січня 2006, Ле-Блан-Меніль, Франція) — французький футболіст камерунського походження, півзахисник англійського клубу «Челсі».

## Ігрова кар'єра

### Клубна
У 2021 році Амугу приєднався до клубної академії «Сент-Етьєна». Через рік гри виступів в молодіжній команді футболіста підвищили до другого складу, що виступає в Національному дивізіоні 3. В квітні 2023 року Амугу підписав з клубом перший професійний контракт.
Першу гру в складі «Сент-Етьєна» Амугу провів 9 грудня 2023 року в кубковому матчі проти «Німа». В чемпіонаті країни футболіст дебютував 17 серпня 2024 року, коли вийшов у стартовому складі на поєдинок проти «Монако».

### Збірна
Маючи камерунське походження Матіс Амугу має право на міжнародній арені виступати за Камерун або Францію. У 2022 році він дебютував у матчах за юнацькі збірні Франції.
У 2023 році в складі збірної Франції (U-17) Амугу брав участь в юнацькому чемпіонаті світу в Індонезії. На турнірі команда Франції дісталася фіналу, де поступалася німецьким одноліткам.

## Титули
Франція (U-17)
- Віце-чемпіон світу: 2023

Челсі
- Переможець Ліги конференцій УЄФА: 2025